# Julie Halard-Decugis
Julie Halard-Decugis, z domu Halard (ur. 10 września 1970 w Wersalu) – francuska tenisistka, występująca na światowych kortach od 1986 do 2000 roku, mistrzyni US Open 2000 w grze podwójnej, ćwierćfinalistka Australian Open 1993, French Open 1994 i Australian Open 2000 w grze pojedynczej, uczestniczka Mistrzostw WTA w grze pojedynczej i podwójnej, klasyfikowana w rankingu WTA na 7. miejscu w grze pojedynczej (2000) i na 1. miejscu w grze podwójnej (2000), reprezentantka Francji w Pucharze Federacji, Pucharze Hopmana i na letnich igrzyskach olimpijskich. Tenisistka praworęczna z oburęcznym backhandem.

## Kariera tenisowa
Julie Halard rozpoczęła treningi tenisowe w wieku siedmiu lat. Zadebiutowała w rozgrywkach juniorskich Międzynarodowej Federacji Tenisowej w czerwcu 1986 podczas French Open i dotarła tam do ćwierćfinału. W czerwcu 1987 została wicemistrzynią Wimbledonu w singlu dziewcząt, przegrywając walkę o puchar z Natallą Zwierawą. W 1988 wygrała French Open, a w grze podwójnej doszła do finału w parze z rodaczką Maider Laval.
Status profesjonalnej tenisistki otrzymała w 1986 roku.

### Gra pojedyncza
Julie Halard-Decugis wygrała dwanaście turniejów WTA w grze pojedynczej. W rankingu światowym klasyfikowana była najwyżej na siódmym miejscu, działo się to dnia 21 lutego 2000 roku.
Debiut w profesjonalnym cyklu rozgrywkowym odnotowała Francuzka przed własną publicznością w ramach French Open 1987. W pierwszym oficjalnym meczu pokonała Czeszkę Hanę Fukarkovą 5:7, 7:6(5), 6:2, ale w drugiej rundzie uległa rozstawionej z dziesiątym numerem Kathy Rinaldi. Miesiąc później wygrała swoje pierwsze kobiece zawody ITF w Erlangen. We wrześniu po przejściu eliminacji awansowała do trzeciej rundy US Open, pokonana w dwóch setach przez Janę Novotną. W październiku osiągnęła swój pierwszy finał imprezy WTA w Atenach. Triumfowała nad Kathleen Horvath i Isabel Cueto, ale musiała uznać wyższość Kateriny Maleewej. Po tym występie została sklasyfikowana w gronie stu najlepszych tenisistek świata.
Słabsze wyniki w zawodach WTA spowodowały, że wróciła do drugiej setki rankingu. W październiku 1989 przedostała się do ćwierćfinału w Moskwie, wygrywając po drodze z Pam Shriver (11 WTA). Awans do ćwierćfinału w Sydney w styczniu 1990 znów poprawił jej pozycję w ogólnej klasyfikacji. Odnotowała tam cenne zwycięstwo nad Łarysą Sawczenko. W drugiej rundzie w Miami okazała się lepsza od Ziny Garrison (4 WTA), a we wrześniu w Paryżu doszła do półfinału. Wiosną 1991 pokonała Magdalenę Maleewą (31 WTA) w Rzymie, Nathalie Tauziat (15 WTA) i Mary Joe Fernández (5 WTA) w Berlinie, a w sierpniu zagrała w drugim finale WTA w swojej karierze. Miało to miejsce w Albuquerque, jednak w decydującym starciu lepsza okazała się Gigi Fernández.
Swój pierwszy tytuł wywalczyła Halard w portorykańskim Dorado. Ograła tam Barbarę Rittner, Mary Pierce i w finale Amandę Coetzer. Dzięki temu awansowała do grona dwudziestu najlepszych zawodniczek świata. Po raz pierwszy zyskała prawo występu w Mistrzostwach WTA, ale zdołała ugrać zaledwie jednego gema w konfrontacji z liderką rankingu Monicą Seles. W kwietniu 1992 dodała do swojej kolekcji tytuł z Tarentu, a w drodze do czwartej rundy Wimbledonu wyeliminowała Arantxę Sánchez Vicario i Helenę Sukovą.
W styczniu 1993 osiągnęła największy sukces w karierze, awansując do ćwierćfinału turnieju wielkoszlemowego. W Melbourne była lepsza od Ziny Garrison i Conchity Martínez, uległa dopiero w trzech setach Monice Seles. W Toronto wygrała z Gabrielą Sabatini (6 WTA), a w lutym 1994 została wicemistrzynią w zawodach WTA w Paryżu (przegrała z Martiną Navrátilovą). Wiosną ponownie triumfowała w Tarentu, a dwa tygodnie później rozgromiła Mary Pierce (12 WTA) w Berlinie. W czerwcu ponownie dostała się do ćwierćfinału Wielkiego Szlema; pokonując na kortach Rolanda Garrosa Lindsay Davenport (11 WTA) i Natallę Zwierawą (9 WTA). Wspomniana Amerykanka zrewanżowała się jednak Halard już w pierwszej rundzie Wimbledonu. Francuzka wystąpiła w Mistrzostwach WTA na koniec sezonu i odniosła nieoczekiwane zwycięstwo nad Arantxą Sanchez Vicario 6:2, 1:6, 7:6(2), po czym została w trzech setach odprawiona przez Gabrielę Sabatini.
W 1995 roku poślubiła swojego trenera, Arnaud Decugis, który jest spokrewniony z dawną legendą francuskiego tenisa, Maxem Décugisem. Od tego czasu występowała pod podwójnym nazwiskiem Halard-Decugis. W maju wygrała turniej w Pradze po finale z Ludmiłą Richterovą. Kolejne trofeum przywiozła w styczniu 1996 z Hobartu. Miesiąc później triumfowała w dobrze obsadzonych zawodach w Paryżu, zamykając dalszą drogę w drabince Helenie Sukovej, Sabine Appelmans, Anke Huber (5 WTA), Silvii Farinie Elii i Ivie Majoli (4 WTA). Sezon ten zakończyła już w lipcu z powodu kontuzji nadgarstka. Ta znacznie ograniczyła jej plany startowe także w następnym roku.
Powróciła na światowe korty w styczniu 1998, osiągając ćwierćfinał w Auckland. W maju doszła do finału w Strasburgu, gdzie przegrała z Iriną Spîrleą, a wcześniej ograła najwyżej rozstawioną Amandę Coetzer. Ponownie została sklasyfikowana w czołowej setce rankingu WTA. W czerwcu triumfowała w ’s-Hertogenbosch i została dwudziestą tenisistką w historii, która wygrywała turnieje na wszystkich nawierzchniach kortów w erze open. W listopadzie zdobyła kolejny tytuł, tym razem w Pattaya.
Zwycięstwo odniosła także w Auckland w styczniu 1999, a w kwietniu została pokonana w finale w Bol przez Corinę Morariu. W maju zdobyła jeden z największych sukcesów w swojej karierze – przedostała się do finału w Berlinie, ogrywając w ćwierćfinale samą Steffi Graf. Jest ostatnią osobą, które pokonały Niemkę w jej ojczyźnie. W decydującym meczu nie sprostała Martinie Hingis, zdobywając zaledwie jednego gema. Najlepsza okazała się również w czerwcu w Birmingham, a w sierpniu pokonała Pierce i Davenport w Los Angeles. W finale przegrała z rozstawioną z szóstym numerem Sereną Williams. Na koniec roku wzięła udział w Mistrzostwach WTA; w pierwszym meczu została wyeliminowana przez Anke Huber.
W ostatnim roku swojej zawodowej kariery odniosła Halard-Decugis największe sukcesy. W Australian Open 2000 po raz trzeci (i ostatni) zagrała w wielkoszlemowym ćwierćfinale; jej dalszą drogę po puchar zakończyła Lindsay Davenport. Awansowała na najwyższe, siódme miejsce w notowaniach WTA. W czerwcu wygrała turniej w Eastbourne po finale z Dominique Monami. Popis swojej gry dała podczas dwóch z rzędu turniejów w Tokio w październiku. W pierwszym zadowoliła się finałem i zwycięstwami nad Monicą Seles oraz Kristiną Brandi, w drugim pozostała niepokonana, jako najwyżej rozstawiona – po obronie trzech piłek meczowych – sięgnęła po dwunasty, ostatni w karierze tytuł.
Ostatni wygrany pojedynek rozegrała Julie Halard-Decugis z Jennifer Capriati w drugiej rundzie w Filadelfii, ostatni mecz w ogóle miał miejsce podczas Mistrzostw WTA w listopadzie 2000; przegrała go 2:6, 3:6 z Martiną Hingis.
Halard należała do grona czołowych tenisistek francuskich, w tym od 1996 była pierwszą rakietą swojego kraju. Pomiędzy 15 listopada 1999 a 9 stycznia 2000 po raz pierwszy w dziejach cztery Francuzki były klasyfikowane w gronie dziesięciu najlepszych rakiet świata (Tauziat, Mauresmo i Pierce).

### Gra podwójna
Julie Halard-Decugis wygrała w swojej karierze piętnaście profesjonalnych turniejów w grze podwójnej, w tym jako ostatni wielkoszlemowy US Open 2000. W rankingu WTA klasyfikowana na pierwszym miejscu (jako jedyna Francuzka w dziejach) dwukrotnie: od 11 września do 22 października 2000 i od 30 października do 24 grudnia 2000, łącznie przez czternaście tygodni. Za każdym razem na pozycji liderki zmieniała ją jej deblowa partnerka, Ai Sugiyama.
We wrześniu 1987 zadebiutowała w imprezie WTA Tour w Paryżu i w parze z Virginie Paquet wygrały jedno spotkanie, ulegając potem rozstawionym z trzecim numerem Virginii Ruzici i Catherine Tanvier. W grudniu 1990 zdobyła tytuł w rozgrywkach ITf w Le Havre, partnerując Agnes Zugasti. Pierwszy znaczący wynik osiągnęła w maju 1991, awansując z Camille Banjamin do ćwierćfinału w Berlinie, a potem z Anke Huber do trzeciej rundy French Open. We wrześniu zagrała w swoim pierwszym finale, na hali w Paryżu razem z Dechaume-Baller. Zostały pokonane w decydującym pojedynku przez Petrę Langrovą i Radkę Zrubákovą.
Kolejny finał osiągnęła w parze z Nathalie Tauziat w kwietniu 1994 w Barcelonie, gdzie musiały uznać wyższość Larysy Sawczenko i Arantxy Sánchez Vicario. Z tą samą partnerką awansowała po raz pierwszy do wielkoszlemowy półfinału w ramach French Open, przegrały z Gigi Fernández i Natallą Zwierawą, ale w trzeciej rundzie wyeliminowały Manon Bollegraf i Martinę Navrátilovą. W sierpniu zdobyła pierwszy tytuł WTA w Los Angeles po finale z Janą Novotną i Lisą Raymond; w ćwierćfinale odprawiły z Tauziat Fernandez i Sawczenko. Drugi tytuł wywalczyła u boku Sanchez Vicario w Tokio, gdzie były rozstawione z pierwszym numerem i w ostatnim pojedynku były lepsze od Amy Frazier i Riki Hiraki.
W 1995 zagrała w ćwierćfinałach French Open i US Open (obydwa z Tauziat). W styczniu 1996 razem z Els Callens zwyciężyła w Auckland, a w lutym ponownie z Tauziat doszła do finału w Paryżu. W marcu odniosła jeden z największych sukcesów w karierze, dostając się do finałowej rozgrywki w Indian Wells, którą Francuzki przegrały z Chandą Rubin i Brendą Schultz; sezon ten zakończyła jednak przedwcześnie z powodu kontuzji nadgarstka.
W 1997 w jedynym swoim występie w WTA Tour we wrześniu doszła do finału w Tokio z Rubin, gdzie uległy Monice Seles i Ai Sugiyamie. W styczniu 1998 osiągnęła finały w Auckland i Hobart (z Janette Husárovą). Latem ustanowiła swój najlepszy dotychczasowy wynik na kortach Wimbledonu, awansując do ćwierćfinału (z Els Callens, wcześniej triumfowały w Birmingham po finale nad najwyżej rozstawionymi Lisą Raymond i Rennae Stubbs). W listopadzie razem z Belgijką wygrała w Pattaya, w finale ograły Rikę Hiraki i Aleksandrę Olszę. W październiku 1999 z Anke Huber została wicemistrzynią w Moskwie.
Ostatni sezon w swojej karierze rozpoczęła triumfami w Gold Coast (z Anną Kurnikową) i Sydney (z Ai Sugiyamą). Następnie doszła do ćwierćfinału Australian Open i zwyciężyła przed własną publicznością w Paryżu (z Sandrine Testud). W kwietniu została mistrzynią w Miami (z Sugiyamą), a w maju w Bol. W czerwcu była w półfinale French Open. Na kilka miesięcy przed zakończeniem kariery, w Wimbledonie osiągnęła swój pierwszy wielkoszlemowy finał w parze z Sugiyamą. W półfinale wyeliminowały Lisę Raymond i Rennae Stubbs, a w finale musiały uznać wyższość sióstr Williams. Na amerykańskich kortach zagrała w finałach w New Haven (wygrany) i Montrealu (przegrany).
W sierpniu 2000 w swoim ostatnim występie wielkoszlemowym zdobyła pierwsze mistrzostwo. W parze z Ai Sugiyamą ograły w finale Carę Black i Jelenę Lichowcewą 6:1, 1:6, 6:1. Wcześniej pokonały też Els Callens, Dominique Monami, Anke Huber i Barbarę Schett. Jesienią wygrała trzy turnieje z rzędu w Tokio (dwa razy) i Moskwie. Awansowała na pozycję liderki światowej klasyfikacji deblowej. W listopadzie wzięła udział w Mistrzostwach WTA, ale w ostatnim meczu w karierze razem z Sugiyamą nie sprostały Els Callens i Dominique Monami. Wynik tego spotkania to 6:2, 3:6, 4:6.

### Gra mieszana
Julie Halard kilkakrotnie próbowała swoich sił w rozgrywkach gry mieszanej w ramach turniejów wielkoszlemowych. Poza trzema, wszystkie pozostałe zakończyła już na pierwszych rundach. Największy sukces odniosła podczas Australian Open 1996, dochodząc do ćwierćfinału w parze z Michaelem Tebbuttem. We French Open 1995 razem z Olivierem Delaître awansowała do trzeciej rundy, podobnie w Wimbledonie 2000 w parze z Michaëlem Llodrą.

### Występy reprezentacyjne
Od 1990 do 2000 roku regularnie reprezentowała Francję w turnieju o Puchar Federacji. Zadebiutowała w konfrontacji pierwszej rundy Grupy Światowej w Atlancie z Tajwanem; pokonała wówczas Lai Su-Lin 6:2, 6:1. Ze swoją drużyną awansowała najdalej do półfinału tej rywalizacji. W 1993 Francuzki przegrały z Hiszpankami (Halard została pokonana przez Conchitę Martinez), w 1994 z Amerykankami (przegrała z Mary Joe Fernandez oraz mecz deblowy w parze z Tauziat przeciwko Gigi Fernandez i Zinie Garrison), w 1995 ponownie z Amerykankami (Halard zdobyła jeden punkt, pokonując Arantxę Sanchez Vicario) i w 1998 ze Szwajcarkami (Decugis uległą zarówno Martinie Hingis, jak i Patty Schnyder).
W 1992 roku zadebiutowała w letnich igrzyskach olimpijskich w Barcelonie i po pierwszorundowym zwycięstwie nad Katarzyną Nowak została pokonana przez Nicole Jagerman. Powróciła na igrzyska w 2000 roku w Sydney; doszła do trzeciej rundy gry pojedynczej, gdzie nie sprostała Barbarze Schett, a także do ćwierćfinału gry podwójnej w parze z rodaczką Amélie Mauresmo. Przegrały walkę o miejsce w strefie medalowej z późniejszymi mistrzyniami olimpijskimi, siostrami Williams.
Dwukrotnie reprezentowała Francję w Pucharze Hopmana. W 1992 roku jej partnerem był Henri Leconte. W pierwszej rundzie rozprawili się ze Szwedami: Catariną Lindqvist i Peterem Lundgrenem; w ćwierćfinale trafili jednak na Niemców, Steffi Graf i Boris Becker, zostali przez nich pokonani już po dwóch meczach. W 1995 Decugis wystąpiła w parze z Jeanem-Philippe Fleurian. Awansowali do półfinału po zwycięstwach nad Holendrami i Hiszpanami; w jednej drugiej na ich drodze ponownie stanęli Niemcy (Becker w duecie z Anke Huber) i ponownie Francuzi przegrali obydwa pojedynki singlowe.

### Zakończenie kariery
Julie Halard-Decugis zakończyła karierę tenisową 15 listopada 2000 roku w wieku trzydziestu lat. W czasie kilkunastu lat spędzonych na kortach wygrała dwanaście turniejów indywidualnych WTA i piętnaście deblowych. Była liderką klasyfikacji deblistek przez czternaście tygodni i jest jedyną Francuzką w historii, która zajmowała tę pozycję. Rok 1999 zakończyła na dziewiątym miejscu listy singlowej. Zarobiła na kortach ponad trzy miliony dolarów i wygrała 386 spośród 619 rozegranych meczów (singiel, 62%) oraz 253 z 409 (debel, 62%). Wygrała jeden tytuł wielkoszlemowy, US Open 2000 w grze podwójnej, a w Wimbledonie 2000 zagrała w finale.

## Wygrane turnieje

### Gra pojedyncza (12)
- 1991: Portoryko
- 1992: Tarent
- 1994: Tarent
- 1995: Praga
- 1996: Hobart, Paryż
- 1998: Rosmalen, Pattaya
- 1999: Auckland, Birmingham
- 2000: Eastbourne, Tokio

### Gra podwójna (15)
- 1994: Los Angeles (w parze z Tauziat), Tokio (z Sánchez Vicario)
- 1996: Auckland (z Callens)
- 1998: Pattaya, Birmingham (oba z Callens)
- 2000: Gold Coast (z Kurnikową), Paryż (z Testud), Bol, Japan Open (oba z Morariu), Sydney, Miami, New Haven, Tokio Princess Cup, Moskwa, US Open (wszystkie z Sugiyamą)

## Finały juniorskich turniejów wielkoszlemowych

### Gra pojedyncza (2)
| Końcowy wynik | Rok  | Turniej     | Nawierzchnia | Przeciwniczka    | Wynik finału  |
| Finalistka    | 1987 | Wimbledon   | Trawiasta    | Natalla Zwierawa | 4:6, 4:6      |
| Zwyciężczyni  | 1998 | French Open | Ceglana      | Andrea Farley    | 6:2, 4:6, 7:5 |

### Gra podwójna (1)
| Końcowy wynik | Rok  | Turniej     | Nawierzchnia | Partnerka    | Przeciwniczki                    | Wynik finału  |
| Finalistka    | 1988 | French Open | Ceglana      | Maider Laval | Alexia Dechaume Emmanuelle Derly | 4:6, 6:3, 3:6 |